# Molophilus ponticus
Molophilus ponticus är en tvåvingeart som beskrevs av Evgenyi Nikolayevich Savchenko 1982. Molophilus ponticus ingår i släktet Molophilus och familjen småharkrankar. Inga underarter finns listade i Catalogue of Life.